# Галгал (район)
Галгал — район зоби (провінції) Ансеба, у Еритреї. Розташований за 12 км на північ від міста Керен. Столиця — місто Галгал. 2005 року із складу району виділено район Гамелмало.